# Stadio Hernando Siles
Lo stadio Hernando Siles (in spagnolo Estadio Hernando Siles) è il principale impianto calcistico della città boliviana di La Paz.

## Dedica e struttura
Edificato nel 1931, è dedicato a Hernando Siles Reyes, trentunesimo presidente della Bolivia dal 1926 al 1930.
Lo stadio ha forma ellittica e le tribune sono divise in due anelli. Può ospitare fino a 41 143 spettatori a sedere ed è pertanto il più grande stadio boliviano.

## Principali eventi sportivi
All'Hernando Siles giocano di solito le gare più importanti del campionato boliviano di calcio i locali club del Bolívar, del La Paz F.C. e dei The Strongest. Ma storicamente l'impianto è la sede abituale delle gare interne della nazionale boliviana. In questa struttura la Verde ha scritto molte delle proprie pagine più gloriose, specie la vittoria del Campeonato Sudamericano de Football 1963, durante il quale la nazionale boliviana giocò all'Hernando Siles 3 delle sue 6 gare in programma.
Fu sempre qui che la Bolivia raggiunse uno storico primato, quello di essere stata la prima nazionale a battere il Brasile in una gara di qualificazione ai mondiali: in una partita valevole per l'accesso a USA '94, giocata il 25 luglio 1993, i boliviani inflissero un clamoroso 2-0 alla Seleção. La vittoria sarebbe poi stata fondamentale per il prosieguo nel cammino verso i mondiali, cui la Verde si qualificò brillantemente, grazie anche alle successive vittorie sempre qui ottenute contro Uruguay (3-1), Ecuador (1-0) e Venezuela (7-0).
Quattro anni dopo l'Hernando Siles avrebbe nuovamente accompagnato la Bolivia in una nuova impresa, il cammino verso la finalissima della Copa América 1997, disputata proprio nel Paese andino. Una dopo l'altra Venezuela, Perù, Uruguay (al primo turno), Colombia (nei quarti) e Messico (in semifinale) caddero di fronte ai padroni di casa, decisi a bissare l'impresa del 1963. In finale invece il Brasile campione del mondo in carica ebbe la meglio per 3-1, ma l'Hernando Siles poté comunque applaudire l'ottimo torneo giocato dalla propria nazionale.

## La questione dell'altitudine
Gli oltre 3600 m s.l.m. di La Paz creano in effetti non poche difficoltà agli avversari, costretti a giocare in condizioni di aria rarefatta, con conseguenze quali affaticamento più rapido e maggior velocità (e spesso imprevedibilità della traiettoria) dei palloni calciati. Condizioni cui invece i boliviani sono perfettamente abituati. Esempio è la Nazionale argentina, che proprio a causa dell'elevata altitudine perse per un eclatante 6-1 una gara valida per le qualificazioni ai Mondiali 2010 contro la Bolivia.
Varie nazionali e squadre straniere si sono lamentate di tale situazione, chiedendo un intervento della FIFA.
In un primo momento il massimo organo calcistico internazionale ha reso nota, il 27 maggio 2007, la propria decisione di vietare che gare internazionali potessero svolgersi a più di 2500 m s.l.m. Il tutto ha generato inevitabili proteste non solo boliviane, ma pure da parte delle federazioni calcistiche dell'Ecuador (il cui stadio nazionale, l'Olímpico Atahualpa di Quito, sorge a 2850 m s.l.m.) e della Colombia (ove El Campín di Bogotà si trova a 2640 m s.l.m.).
La Bolivia ha avviato una campagna di protesta, culminata con una partita giocata, il 2 giugno, dal Presidente della Repubblica Evo Morales e da alcuni membri del governo in un improvvisato campo da calcio sulle Ande a oltre 5000 m s.l.m., a dimostrare che si può giocare a pallone anche a simili altitudini.
L'iniziativa dei politici boliviani ha sortito gli esiti sperati. Il 27 giugno, infatti, la FIFA ha infatti modificato la propria decisione, portando a 3000 m s.l.m. il limite massimo cui si può giocare una partita internazionale, ma alla Verde è stata concesso uno speciale permesso per poter giocare all'Hernando Siles.
Qualora la FIFA fosse restata sulla propria decisione, la Bolivia avrebbe potuto scegliere come nuova sede nelle proprie gare internazionali l'Estadio Olímpico Patria di Sucre (capitale costituzionale del Paese, posta a 2790 m s.l.m.) oppure l'Estadio Félix Capriles di Cochabamba (posta a 2.548 m s.l.m.).